# Schneider CA1
Schneider CA1 var en fransk stridsvagn som tillverkades under första världskriget. Den var den första franska stridsvagnen att gå i tjänst. Till skillnad från moderna stridsvagnar hade Schneider CA1 inte något torn; huvudbeväpningen, en 75 mm kanon, satt i chassit på höger sida. Den sekundära beväpningen var två kulsprutor som också var monterade i chassit, en på vardera sidan. Motorn satt framme till vänster och föraren satt mellan motorn och kanonen. Två dörrar baktill gjorde CA1 ganska lik moderna tiders pansarskyttefordon.